# Wislikofen
Wislikofen é uma comuna da Suíça, situada no distrito de Zurzach, no cantão de Argóvia. Tem 3,75 km² de área e sua população em 2018 foi estimada em 340 habitantes.